# 리베카 리튼하우스
리베카 리튼하우스(Rebecca Rittenhouse, 1988년 11월 30일 ~ )는 미국의 배우이다.

## 출연 작품
- 언프렌디드: 다크 웹
- 겉보기엔 멀쩡한 남자 - 세레나 역